# Dennis Heck
Dennis L. Heck, detto Denny (Vancouver, 29 luglio 1952), è un politico statunitense, Vicegovernatore di Washington dal 2021 e membro della Camera dei Rappresentanti per lo stesso stato dal 2013 al 2021.

## Biografia
Nato e cresciuto nello stato di Washington, Heck intraprese una carriera nel mondo degli affari prima di entrare in politica con il Partito Democratico. Dopo aver servito cinque mandati all'interno della legislatura statale e aver lavorato come consulente del governatore Booth Gardner, Heck tornò alla professione di imprenditore.
Nel 2010 annunciò la propria candidatura alla Camera dei Rappresentanti per il seggio di Brian Baird, che stava andando in pensione. Heck vinse le primarie democratiche, ma nelle elezioni generali venne sconfitto dall'avversaria repubblicana Jaime Herrera Beutler. Nel 2012 si candidò nuovamente, questa volta per un seggio appena creato in seguito alla ridefinizione dei distretti congressuali e riuscì a farsi eleggere deputato.
Sposato dal 1976 con Paula Fruci, Heck ha due figli.